# اخبار یکشنبه صبح سی‌بی‌اس
اخبار یکشنبه صبح سی‌بی‌اس (انگلیسی: CBS News Sunday Morning) (که همچنین با نام یکشنبه صبح شناخته می‌شود) یک برنامه خبری تلویزیونی آمریکایی است که از ۲۸ ژانویه ۱۹۷۹ از سی‌بی‌اس پخش می‌شود.